# قرار مجلس الأمن التابع للأمم المتحدة رقم 1459
قرار مجلس الأمن التابع للأمم المتحدة رقم 1459، المتخذ بالإجماع في 28 كانون الثاني / يناير 2003، بعد الإشارة إلى القرارات 1173 (1998) و1295 (2000) و1306 (2000) و1343 (2001) و1385 (2001) و1408 (2002) بشأن الاتجار غير المشروع في مجال الماس، أعرب المجلس عن دعمه لنظام عملية كيمبرلي لإصدار الشهادات.
وفي ديباجة القرار، ظل مجلس الأمن يشعر بالقلق إزاء الصلة بين التجارة غير المشروعة في الماس الخام وتأجيج الصراعات المسلحة. وسلط الضوء على أهمية منع نشوب الصراعات والبلدان الرئيسية المنتجة للماس وتداوله ومعالجته المشاركة في عملية كيمبرلي. علاوة على ذلك، تم تقدير مساهمات الصناعة والمجتمع المدني في تطوير المخطط.
وأعرب القرار عن دعمه لنظام عملية كيمبرلي لإصدار الشهادات والجهود الجارية لتنفيذ النظام وصقله كمساهمة مهمة ضد الاتجار بالماس الدموي. كما رحب بنظام التنظيم الذاتي الطوعي وشدد على أن المشاركة على أوسع نطاق ممكن في المخطط أمر أساسي.

## روابط خارجية
- نص القرار في undocs.org